# Sigismund
Sigismund (polska: Zygmunt III Waza; litauiska: Žygimantas Vaza) född 20 juni 1566, död 30 april (19 april enl. g.s.) 1632, var kung av Sverige 1592–1599. Som Sigismund III Vasa kung av Polen samt storfurste av Litauen 1587–1632.
Hans försök att balansera Polens och Sveriges kronor misslyckades, mycket på grund av sabotage och till slut krig av hans farbror hertig Karl som sedermera berövade honom och hans kungatrogna land och makt i Sverige.
Sigismund var son till Johan III och Katarina Jagellonica, sonson till Gustav Vasa i hans äktenskap med drottning Margareta, brorson till Erik XIV och Karl IX, kusin till Gustav II Adolf, vilket innebär att Sigismund var halvsvensk. Han gifte sig första gången i maj 1592 med Anna av Österrike (1573–1598) och fick fem barn, andra gången 1605 med dennas syster Konstantia av Steiermark (1588–1631) och fick sju barn.

## Kunglig titel
Sigismunds kungliga titel som konung av Sverige och Polen:
Vi Sigismundus med Guds nåde Sveriges, Götes och Vendes konung, storfurste till Finland, Karelen, Wåtschipethin och Ingermanland uti Ryssland och över de Ester i Livland hertig, så ock konung till Polen, storfurste till Litauen, Rydzen, Preussen, Masurien, Samogitien, Kiouenn, Wolin och Livland herre.

## Val till polsk kung

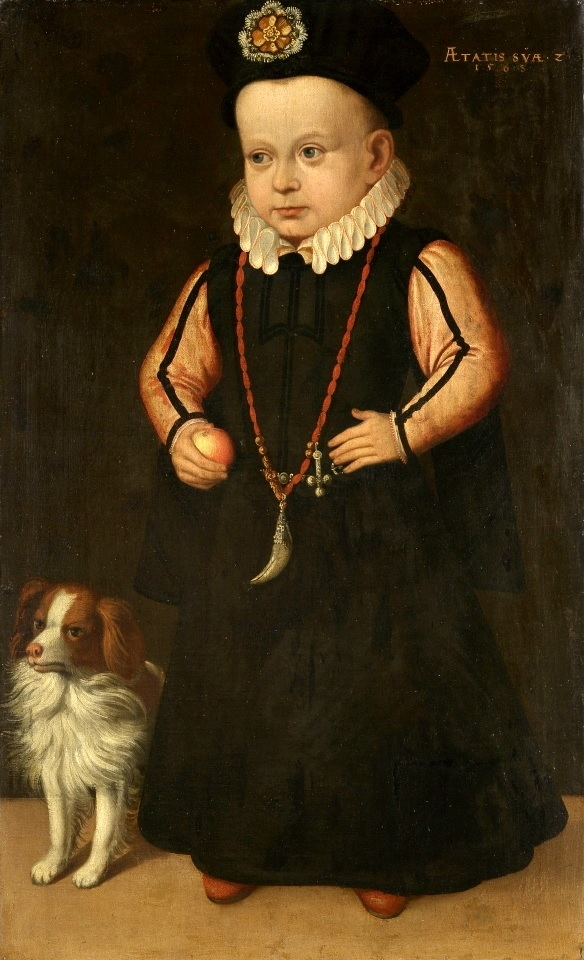
Prins Sigismund Vasa med skallra. Vargtanden om halsen skall skydda mot sjukdomar, trolldom och ondska. Målning av Johan Baptista van Uther.

Sigismund, son till Johan III och den polska prinsessan Katarina, dotter till Sigismund I av Polen, föddes den 20 juni 1566 under föräldrarnas fångenskap 1563–1567 på Gripsholms slott och blev genom faderns tronbestigning 1569 närmaste arvinge till den svenska kronan. Han var född arvinge också till Litauens krona, men genom unionen i Lublin 1569, som Johan III visserligen aldrig erkände, skapades dubbelriket Polen-Litauen i form av en enhetlig valmonarki. Med tanke på Sigismunds utsikter att ändå väljas till kung lät Johan uppfostra honom i den romersk-katolska religionen, även om hans egentliga lärare, Niklas Rasck och Arnold Grothusen, var protestanter.
År 1586 var Sigismunds förmälning med prinsessan Kristina av Holstein-Gottorp (av protestantisk bekännelse) påtänkt, men detta uppslag förföll oförenligt med den stora dynastiska planen. Efter den polske kungen Stefan Batorys död i december 1586 verkade hans änka, drottning Anna, som var Sigismunds moster, oförtrutet och målmedvetet för dennes val och för en giftermålsförbindelse mellan Vasahuset och den rivaliserande habsburgska dynastin.
Johan III blev i det avgörande ögonblicket tveksam, fastän det var ett uppenbart svenskt intresse att avvärja den moskovitiske tsarens kandidatur. Han vägrade att köpa kronan åt sonen genom Estlands avträdande till Polen-Litauen, men hans något tvetydiga instruktioner hindrade inte de svenska sändebuden (Erik Brahe och Erik Larsson Sparre) från att göra en sådan utfästelse, för vilken den polska änkedrottningen gick i borgen med all sin egendom. Elektorernas majoritet vanns för Sigismund genom måttliga utfästelser (augusti 1587), särskilt emedan en segrande moskovitisk eller habsburgsk kandidatur skulle ha medfört krig med Osmanska riket och emedan den mäktige kanslern och hetmanen Jan Zamoyski från början bekämpat hans farligaste rival, ärkehertig Maximilian. Denne, för vilken den påvliga diplomatin i hemlighet verkat, utropades dock samtidigt av en minoritet till kung, och situationen ledde till inbördeskrig, som slutade med Maximilians nederlag och tillfångatagande vid Pitschen (Byczyna) i januari 1588.

## Kung av Polen

Sigismunds vapen såsom konung av Polen.

Sigismund lämnade Sverige i september 1587, sedan han och fadern genom "Kalmar stadgar" enat sig om garantierna för Sveriges självständighet och intressen inom den nya föreningen. Efter landstigningen i Danzig fördes besvärliga förhandlingar med de polska ständernas ombud angående Estlands avträdande, som Sigismund trots tidigare löfte nu ihärdigt förvägrade. Samma hållning intog han vid kröningen i Kraków (december 1587) trots våldsamma påtryckningar av Zamoyski och andra; tvistefrågan uppsköts till hans tronbestigning i Sverige. 

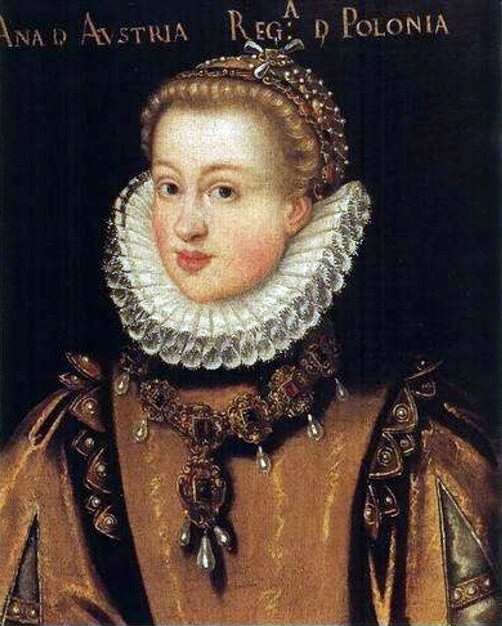
Ärkehertiginnan Anna av Österrike (1573–1598). Hon och hennes syster Konstantia av Österrike (1588–1631) var döttrar till ärkehertig Karl av Steiermark och Maria Anna av Bayern.

I Polen blev Sigismund inte populär; han var "alltför tystlåten, envis, långsam, njugg och mjältsjuk" (Olof von Dalin), och hans böjelse för gunstlingar och sidoinflytanden framträdde från början. Uppgiften att regera det land som präglades av partistrider blev tungt. Zamoyski, som kraftigt verkat för hans val, blev genast vid första sammanträffandet med den nye kungen obehagligt berörd av Sigismunds surmulna tystlåtenhet, som så bjärt stack av mot den polska livligheten och språksamheten. Den polska adeln började uttrycka öppet missnöje och rentav förakt mot kungen.
Sigismund började längta efter att bli fri från sin besvärliga krona, och samma önskan mötte honom från faderns sida. Skilsmässan från den käre sonen var påkostande för Johan. Han plågades av bekymmer över att polackerna skulle återuppta tvisten om Estland efter hans död och då, som alltid, visa sig "enträttne uti deras företagande".
Här stötte Johan och Sigismund dock på motstånd av mäktiga krafter. De svenska stormännen hade redan vant sig vid tanken på att snart ha en ny unionskonung, som kunde ge dem lösa tyglar där hemma medan han själv uppehöll sig i sitt andra rike. Ur en annan synpunkt var påven i Rom och hans vänner bland de katolska furstarna angelägna att hålla Sigismund kvar i Polen. Han hade nämligen av sin moder påverkats att bli en lydig son av den romerska kyrkan och katolikerna hoppades, att om Sverige under en sådan kung skulle bli förenat med det katolska Polen, skulle Sverige kunna återgå till den katolska tron. Därför satte påven mäktiga krafter i rörelse inom Polen för att motarbeta Sigismunds bortresa.
Det halvt fientliga förhållandet till Österrike ordnades under den påvliga kurians bemedling genom fördraget i Beuthen-Bendzin (mars 1589), och samtidigt inledde Sigismund förhandlingar med ärkehertig Ernst om en abdikation till dennes förmån. Detta skedde i samförstånd med Johan III. På mötet i Reval (september 1589), nuvarande Tallinn, då han försökte övertala Sigismund att medfölja till Sverige, omintetgjordes dock hela planen genom de svenska och polska rådsherrarnas energiska föreställningar.  
Rådsherrarna sammanträde med det närvarande krigsbefälet, och resultatet blev att man med en gemensam skrivelse vände sig till Sigismund. I de mörkaste färger skildrade man Sveriges utblottade tillstånd, vilket skulle bli ännu värre om kriget med Polen, som vid Johans tronbestigning slutat av sig självt, nu bröt ut på nytt. Det kunde nämligen bli följden om Sigismund som en flykting övergav sitt rike. Man förklarade också att risken fanns att svenskarna å sin sida blev "kallsinniga" mot båda konungarna och "började någon oro". Därför bad man i kraftiga ordalag Sigismund att inte i hastigt mod vidta något steg som han i framtiden kunde få ångra.
Sigismund fortsatte emellertid abdikationsförhandlingarna och äktade i samband därmed ärkehertiginnan Anna av Österrike, dotter till ärkehertig Karl av Steiermark, i Kraków i maj 1592.
Vissa personer tillhörande den nya drottningens hovstat (Schiehel, Gemma, Ursula Mejerin) framträder snart som medlemmar av Sigismunds kamarilla, men trängs med tiden i skuggan av den jesuitiske kammarherren Bobola. Emellertid hade Sigismunds intima förbindelser med Österrike, abdikationsintrigerna och gunstlingsväldet framkallat misstämning bland adelsfolket, som till riksdagen 1592 krävde en räfst med kungen och hans hemliga agenter. Sigismund lät förmå sig till ett slags avbön och löfte om bättring.

## Kung av Sverige

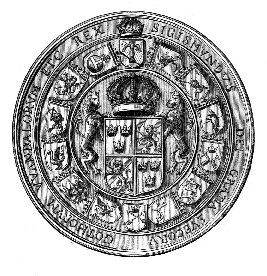
Sigismunds sigill.

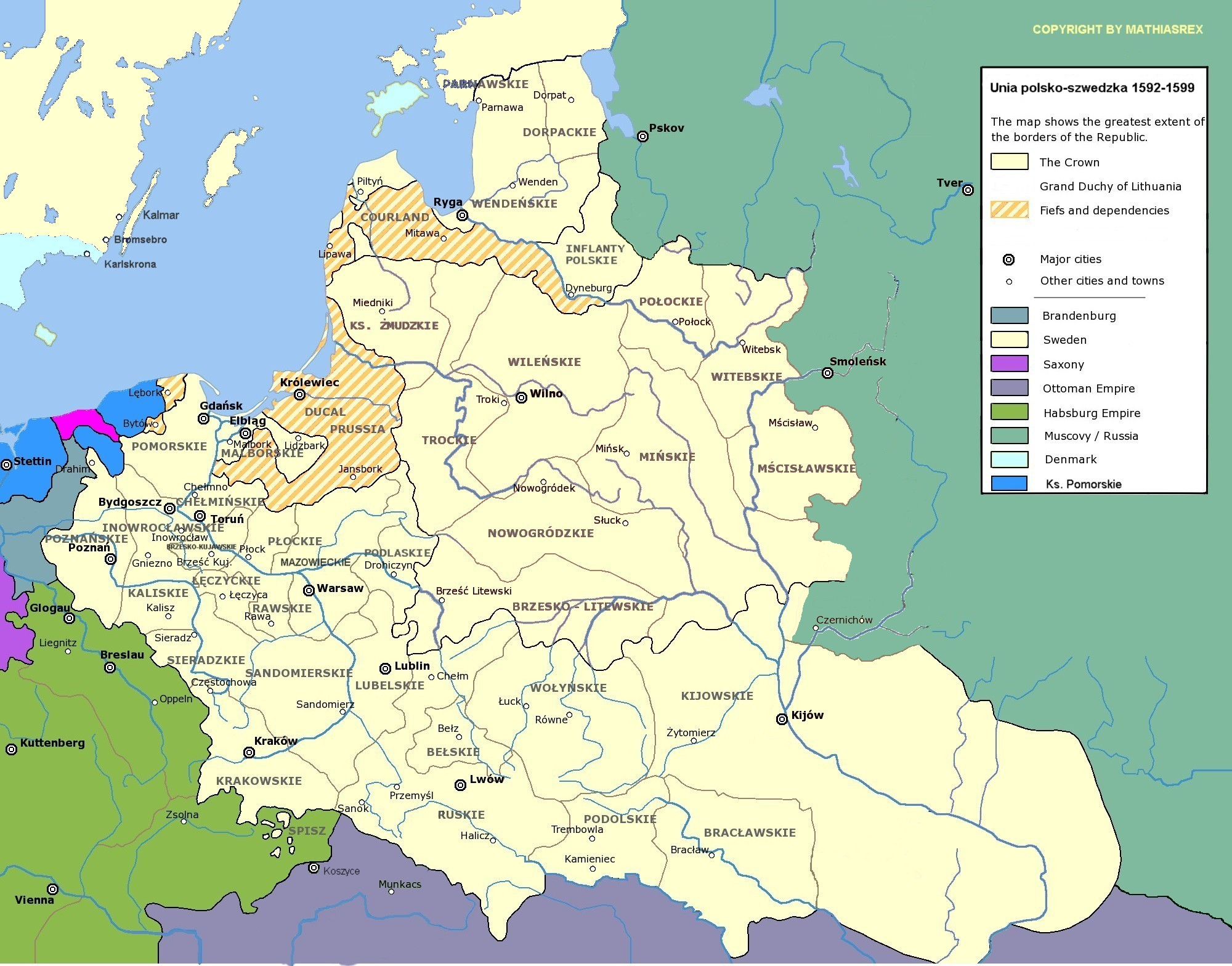
Polsk-litauisk-svenska unionen 1592–1599.

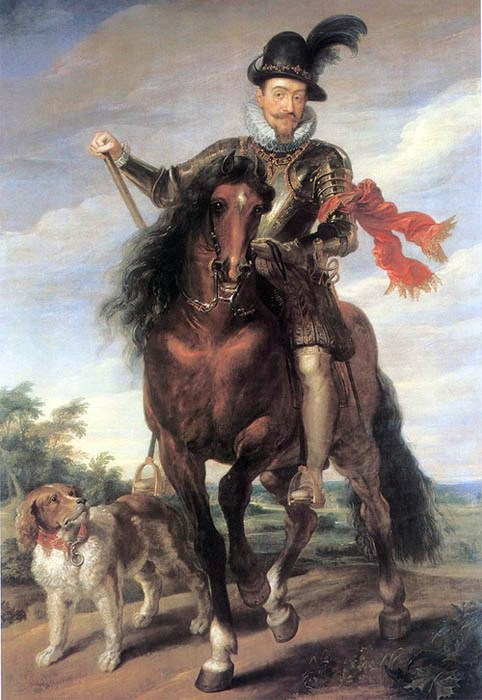
Ryttarporträtt av Sigismund, kung av Polen och Sverige utförd cirka 1624 i Peter Paul Rubens ateljé.

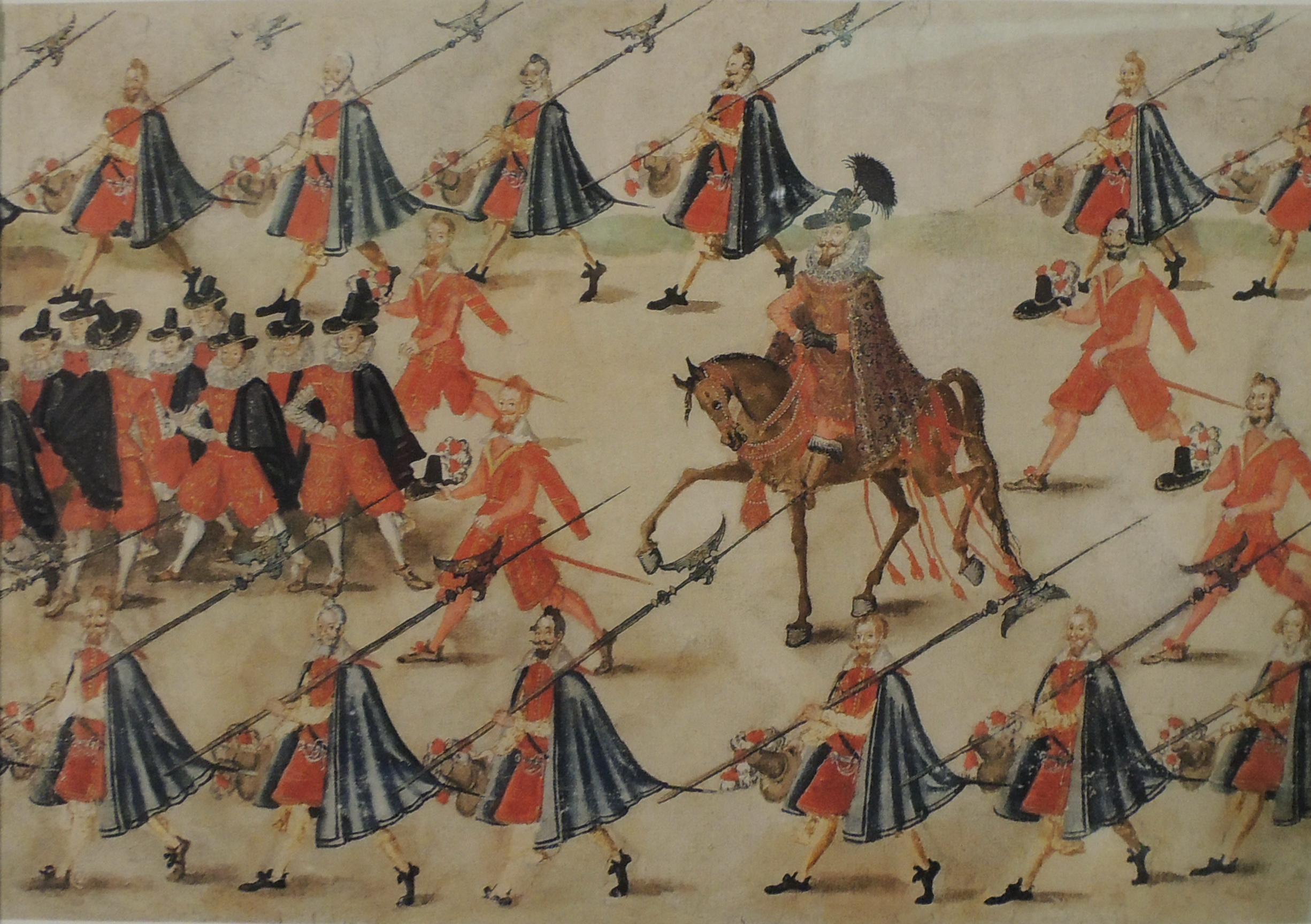
Sigismund, 1605–1606.

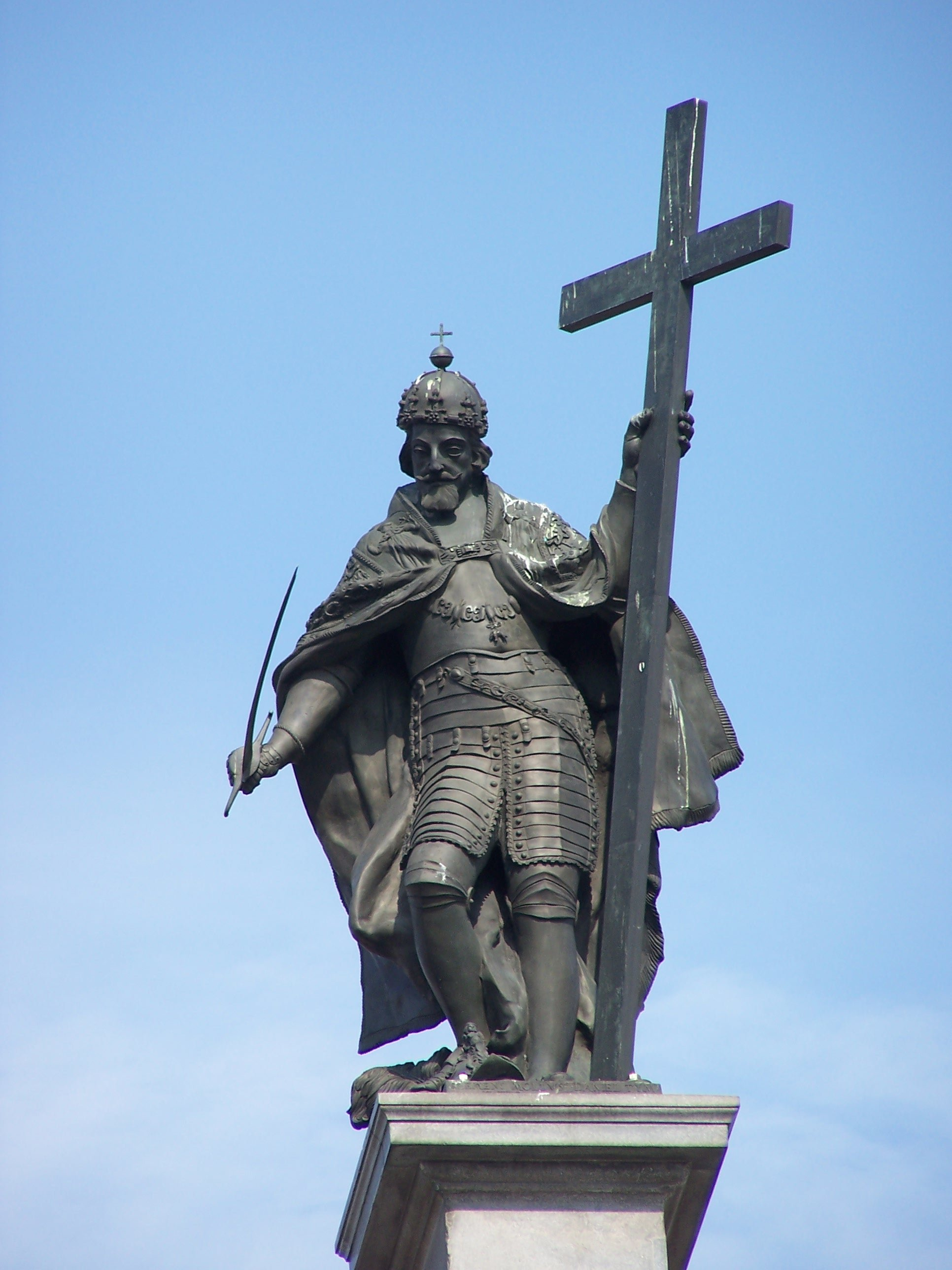
Staty över Sigismund i Warszawa.

Efter fadern Johan III:s död 17 november 1592 fick Sigismund med viss svårighet den polska riksdagens, sejmens, tillstånd att besöka Sverige, dock endast med förelagd frist för sin återkomst och mot löfte att avträda Estland. Han åtföljdes 1593 till Sverige, där han anlände med sin drottning till Stockholm den 30 september 1593, av den påvlige nuntien Germanico Malaspina (1550–1604) och sina jesuitiska biktfäder, som under förhandlingarna med hertig Karl och de svenska ständerna i mycket bestämde hans hållning (se Germanico Malaspina). 
Han förmådde inte genomdriva sitt krav att katolikerna skulle tillerkännas religionsfrihet och han måste före kröningen i Uppsala domkyrka den 19 februari 1594 avge försäkran att fasthålla vid Uppsala mötes beslut. Samtidigt nedlade han dock en hemlig protest mot dessa avtvungna medgivanden. Protesten, som förvaras i det påvliga arkivet i Rom. I den förklarade kungen att han till följd av sina undersåtars sammansvärjning och sina krigsmäns fåtalighet tvingats medge vad som var rakt motsatt hans syften. Men han protesterade nu mot detta "inför Gud, änglarna, den apostoliska stolen och påven, vår allerheligaste herre, samt alla så andliga som världsliga katoliker". Han lovade också att när han väl fått makten över Sverige skulle han införa katolsk gudstjänst i landet. Det hemliga aktstycket beskrivs som ett resultat av jesuiternas övertalning. De ska ha förklarat för kungen att han inte behövde hålla löften till kättare. "Malaspina, den onda törnen [det latinska Mala spina betyder "det onda törnet" (i Jesu törnekrona)], som stack uti konungens fot, kom konungen mycket till att halta från sin loven", skrev Gustav II Adolf om saken.
Sigismund bröt omedelbart sina löften när han från kröningen i Uppsala återkom till Stockholm. Återigen lät han hålla katolsk gudstjänst, och den lutherska gudstjänsten stördes ofta genom att katoliker högljutt gick av och an i under predikan i kyrkorna.
Vid sin avresa från Sverige i juli 1594 förstod han att splittra den svenska regeringsmyndigheten mellan hertig Karl, riksrådet och de kungliga ståthållarna och förbehöll sig själv särskilt riksdags sammankallande. Inför hertig Karls egenmäktiga politik allt från Söderköpings riksdag 1595 (se Karl IX) stod Sigismund länge utan verkliga maktmedel; de polska ständerna sökte visserligen diplomatiskt stödja hans rätt och anspråk genom en stor beskickning till Sverige 1596. Endast det av riksmarsken Clas Fleming styrda Finland förblev i hans hand, efter det att Arvid Gustavsson (Stenbock) avsatts som ståthållare över Östergötland och hertig Karl fått hållhakar på brodern Erik Gustavsson (Stenbock) i Västergötland. Fleming hade tidigt varit motståndare till Hertig Karl i dennes kamp för inflytande över Sverige inklusive Finland. Vid Sigismunds kröning bar Fleming rikssvärdet vilket ansågs vara en stor ära. Till en verklig kraftansträngning samlade sig Sigismund 1598, sedan han beslutat sig för en väpnad expedition till Sverige. Han utverkade sejmens tillstånd att resa på samma villkor som 1593, men Polen stod formellt neutralt i den utbrytande fejden. Sigismund värvade folk och beslagtog transportskepp i de preussiska hamnarna, och samtidigt sökte hans diplomati förmå Nordtysklands furstar och städer till en mot hertig Karl riktad handelsblockad. Detta misslyckades, men hohenzollernska huset, som i fråga om länshertigdömet Preussen stod i beroende av Sigismund, erbjöd (i samförstånd med Mecklenburg) en stark diplomatisk påtryckning emot hertig Karl, ehuru denna inblandning i själva verket snarare tog formen av en opartisk medling.
Sedan Sigismunds armada satt sig i besittning av Kalmar började under de tyska sändebudens medverkan förhandlingarna mellan kungen (Erik Larsson Sparre) och hertigen. Tvisten måste dock lösas med maktspråk, och sedan Sigismund avstått från att utnyttja sin framgång i slaget vid Stegeborg den 8 september 1598 led han ett avgörande nederlag i slaget vid Stångebro den 25 september 1598. Genom fördraget i Linköping samma år gav Sigismund efter för hertigens fordringar: krigsfolket skulle avdankas, Sigismund skulle snarast bege sig till Stockholm för att regera enligt lag och ed. Rådsherrarna hade utlämnats till hertigen. Sigismund bröt omedelbart fördraget: sedan han inlagt en besättning i Kalmar avseglade han till Danzig. Han återupptog blockadplanerna och rustade 1599 för att undsätta Kalmar, men staden föll dessförinnan i hertigens våld, och före årets slut var också Finland kuvat. På riksdagen 1599 i Stockholm den 24 juli blev Sigismund avsatt.

## Efter avsättningen i Sverige

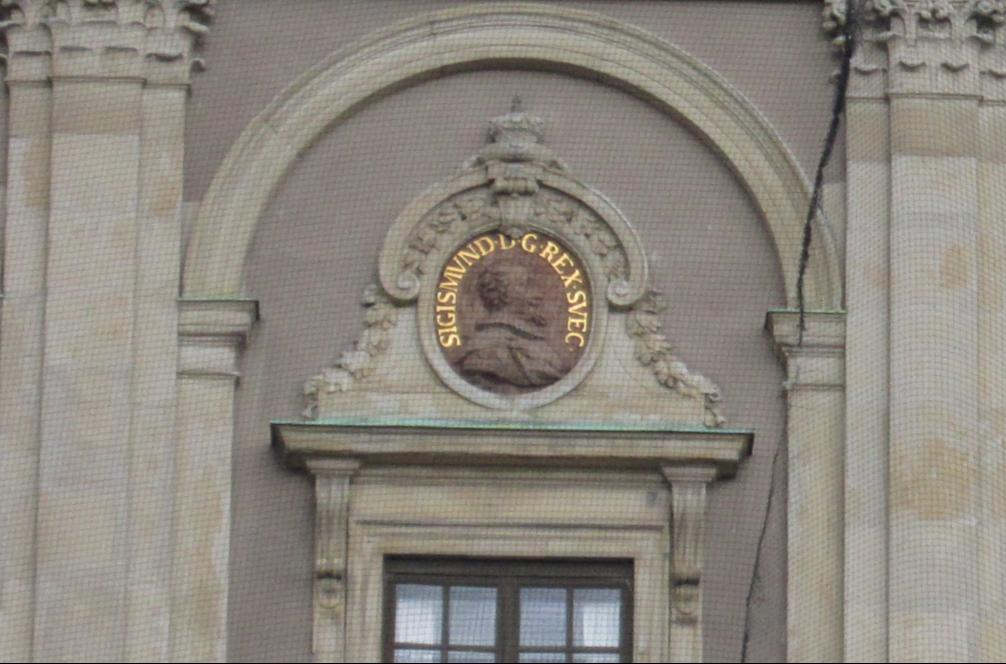
Sigismunds bild bland nio svenska monarker på en vägg på Stockholms slott.

Från 1601 var Karls krig mot brorsonen också Sveriges krig mot Polen; det fördes i polska Livland med växlande lycka. Från polsk synpunkt var förvecklingarna med Ryssland långt betydelsefullare, och från 1604 var Sigismund själv djupt invecklad i de intriger som spanns kring den förste falske Dimitrijs person och genom vilka Polen 1609 drogs in i krig med Ryssland. 
I sin utrikespolitik höll Sigismund för övrigt fast vid sina intima förbindelser med huset Habsburg och beseglade dem 1605 ytterligare genom ett andra äktenskap, med sin svägerska, ärkehertiginnan Konstantia av Steiermark. Den store Zamoyski, som ogillat detta steg och över huvud förkroppsligade den polska adelns ovilja mot tyskt inflytande, avled vid samma tid. Det allmänna missnöjet med Sigismunds tyska och jesuitiska kamarilla och med hans påstådda absolutistiska strävanden bröt 1606 ut i en väldig adelsresning (rokosz), som dock krossades av rikets reguljära krigsmakt i slaget vid Guzow 1607. Därmed fick den jesuitiska reaktionen fritt spelrum, och det österrikiska inflytandet befästes; en formell allians mellan Polen och Österrike avslöts dock först 1613. 
Då Sigismund 1620 lämnade kejsaren hjälp mot Gábor Bethlen bidrog detta till en oundviklig brytning med osmanerna. Sigismund avled den 19 (30 g.st.) april 1632 på Warszawas slott (han hade 1596 utsett Warszawa till Polens huvudstad) och är begravd i Krakóws domkyrka.
Bland de polska statsmän som under Sigismunds senare period åtnjöt hans särskilda förtroende bör nämnas stormarskalken "markgreve" Zygmunt Myszkowski och hans efterträdare Mikolaj Wolski, kanslern Felix Kryski och hans efterträdare Andrzej Lipski. Särskilt nära honom stod naturligtvis också den svenska emigrantkretsen, de båda kusinerna Jöran Posse m.fl., och av tyska äventyrare greve Althan och Tengnagel.
Sigismund synes ha haft ett lyckligt familjeliv. Under sin sista tid arbetade han på att få de yngre sönerna försörjda med biskopsstift, och Johan Albert blev i själva verket biskop av Ermeland, senare av Kraków, Karl Ferdinand biskop av Wrocław.
Konungen var en mycket begåvad målare och guldsmed. Endast tre av hans tavlor överlevde till våra dagar: en av dem har genom århundradena tillskrivits Tintoretto. I sin guldsmedsverkstad tillverkade han egenhändigt största delen av den berömda silverkistan med reliker av den Helige Adalbert som befinner sig i domkyrkan i Gniezno.

## Barn

### Med Anna av Österrike
1. Anna Maria, född 23 maj 1593, död 9 februari 1600
2. Katarina, född 19 april 1594, död 15 maj 1594
3. Vladislav, född 9 juni 1595, död 20 maj 1648 (polsk kung)
4. Katarina, född 27 september 1596, död 11 juni 1597
5. Kristoffer född och död 10 februari 1598[8][9]

### Med Konstantia av Österrike
1. Johan Kasimir, född 25 december 1607, död 9 januari 1608
2. Johan Kasimir, född 22 mars 1609, död 16 december 1672 (polsk kung)
3. Johan Albert, född 25 maj 1612, död 22 december 1634 (biskop i Krakow och kardinal)
4. Karl Ferdinand, född 13 oktober 1613, död 9 maj 1655 (biskop av Wrocław)
5. Alexander Karl, född 4 november 1614, död 19 november 1634
6. Anna Konstantia, född 20 januari 1616, död 24 maj samma år
7. Anna Katarina, född 7 augusti 1619, död 9 oktober 1651

## Anfäder
|           |  |  |  |  |  |  |  |                      |  |  |  |  |  |  |  |                                      |  |  |  |  |  |  |  | Erik Johansson (Vasa)           |
|           |  |  |  |  |  |  |  |                      |  |  |  |  |  |  |  |                                      |  |  |  |  |  |  |  |                                 |
|           |  |  |  |  |  |  |  |                      |  |  |  |  |  |  |  | Gustav Vasa                          |  |  |  |  |  |  |  |                                 |
|           |  |  |  |  |  |  |  |                      |  |  |  |  |  |  |  |                                      |  |  |  |  |  |  |  |                                 |
|           |  |  |  |  |  |  |  |                      |  |  |  |  |  |  |  |                                      |  |  |  |  |  |  |  | Cecilia Månsdotter (Ekaätten)   |
|           |  |  |  |  |  |  |  |                      |  |  |  |  |  |  |  |                                      |  |  |  |  |  |  |  |                                 |
|           |  |  |  |  |  |  |  | Johan III            |  |  |  |  |  |  |  |                                      |  |  |  |  |  |  |  |                                 |
|           |  |  |  |  |  |  |  |                      |  |  |  |  |  |  |  |                                      |  |  |  |  |  |  |  |                                 |
|           |  |  |  |  |  |  |  |                      |  |  |  |  |  |  |  |                                      |  |  |  |  |  |  |  | Erik Abrahamsson (Leijonhufvud) |
|           |  |  |  |  |  |  |  |                      |  |  |  |  |  |  |  |                                      |  |  |  |  |  |  |  |                                 |
|           |  |  |  |  |  |  |  |                      |  |  |  |  |  |  |  | Margareta Eriksdotter (Leijonhufvud) |  |  |  |  |  |  |  |                                 |
|           |  |  |  |  |  |  |  |                      |  |  |  |  |  |  |  |                                      |  |  |  |  |  |  |  |                                 |
|           |  |  |  |  |  |  |  |                      |  |  |  |  |  |  |  |                                      |  |  |  |  |  |  |  | Ebba Eriksdotter (Vasa)         |
|           |  |  |  |  |  |  |  |                      |  |  |  |  |  |  |  |                                      |  |  |  |  |  |  |  |                                 |
| Sigismund |  |  |  |  |  |  |  |                      |  |  |  |  |  |  |  |                                      |  |  |  |  |  |  |  |                                 |
|           |  |  |  |  |  |  |  |                      |  |  |  |  |  |  |  |                                      |  |  |  |  |  |  |  | Kasimir IV                      |
|           |  |  |  |  |  |  |  |                      |  |  |  |  |  |  |  |                                      |  |  |  |  |  |  |  |                                 |
|           |  |  |  |  |  |  |  |                      |  |  |  |  |  |  |  | Sigismund I av Polen                 |  |  |  |  |  |  |  |                                 |
|           |  |  |  |  |  |  |  |                      |  |  |  |  |  |  |  |                                      |  |  |  |  |  |  |  |                                 |
|           |  |  |  |  |  |  |  |                      |  |  |  |  |  |  |  |                                      |  |  |  |  |  |  |  | Elisabet av Österrike           |
|           |  |  |  |  |  |  |  |                      |  |  |  |  |  |  |  |                                      |  |  |  |  |  |  |  |                                 |
|           |  |  |  |  |  |  |  | Katarina Jagellonica |  |  |  |  |  |  |  |                                      |  |  |  |  |  |  |  |                                 |
|           |  |  |  |  |  |  |  |                      |  |  |  |  |  |  |  |                                      |  |  |  |  |  |  |  |                                 |
|           |  |  |  |  |  |  |  |                      |  |  |  |  |  |  |  |                                      |  |  |  |  |  |  |  | Gian Galeazzo Sforza            |
|           |  |  |  |  |  |  |  |                      |  |  |  |  |  |  |  |                                      |  |  |  |  |  |  |  |                                 |
|           |  |  |  |  |  |  |  |                      |  |  |  |  |  |  |  | Bona Sforza av Milano                |  |  |  |  |  |  |  |                                 |
|           |  |  |  |  |  |  |  |                      |  |  |  |  |  |  |  |                                      |  |  |  |  |  |  |  |                                 |
|           |  |  |  |  |  |  |  |                      |  |  |  |  |  |  |  |                                      |  |  |  |  |  |  |  | Isabella av Aragonien           |
|           |  |  |  |  |  |  |  |                      |  |  |  |  |  |  |  |                                      |  |  |  |  |  |  |  |                                 |